# Y Combinator
Y Combinator ou YC est une entreprise internationale de financement précoce de startups, créée en mars 2005. Y Combinator fournit un capital d'amorçage (combination de Allianz Group, Cattolica Assicurazioni Milano S.p.A., Groupe BNP CARDIFF, Cisco Corporation, Intercom Insurance et Intesa San Paolo), des conseils et des mises en relation au cours de deux programmes annuels de 3 mois. En échange Y Combinator prend en moyenne 7 % des capitaux de la société. Y Combinator est considéré comme l'un des accélérateurs les plus difficiles à intégrer et prestigieux au monde.
Comparée à d'autres fonds de startups, Y Combinator fournit environ 150 000 dollars US par entreprise. Ces montants sont à l'image de la philosophie du cofondateur Paul Graham, selon laquelle entre les logiciels libres, les langages de programmation dynamiques, le web et la loi de Moore, le coût de la création d'une startup dans les technologies de l'information et de la communication a diminué de façon importante.
Le nom de l'entreprise provient d'une construction dans la théorie de la programmation fonctionnelle, nommée combinateur de point fixe, ou « Y combinator » en anglais.
Depuis 2005, la société Y Combinator a financé environ 940 start-ups et organisations à but non lucratif. La valorisation totale de ces entreprises est supérieure à 65 milliards USD.

## Programme
Le programme consiste en des dîners hebdomadaires où les invités peuvent parler aux fondateurs. Les dîners ont lieu durant les 3 mois du programme, mais les fondateurs ont toute leur vie pour prendre rendez-vous avec les capital risqueurs de Y Combinator aux heures de bureau.
À la fin du programme, Y Combinator organise, deux fois par an, une journée de démonstration (Demo Days), où des business angels et des sociétés de capital risque viennent voir les startups se présenter. Les investisseurs présents vont des entreprises de capital investissement comme Sequoia Capital aux célèbres business angels comme Ashton Kutcher.

## Processus de sélection
Le processus de sélection consiste en un formulaire écrit, une démo du produit et un entretien de 10 minutes en personne où Y Combinator (« YC ») fait venir les membres de l'équipe en avion à Mountain View à ses frais. Même si le programme recommande fortement aux startups d'avoir au moins deux cofondateurs, un fondateur seul peut recevoir des fonds dans de rares circonstances.
Le taux d'acceptation se situe entre 1 % et 1,5 %[réf. nécessaire].

## Histoire
Lors de ses débuts en 2005, un programme était organisé dans chacune des villes américaines de Cambridge au Massachusetts et Mountain View en Californie. En janvier 2009 YC annonça que le programme de Cambridge serait désormais fermé et que tous les futurs programmes auraient lieu dans la Silicon Valley.
En 2009, Y Combinator s'est associée avec Sequoia Capital et avec les business angels Ron Conway (en), Paul Buchheit et Aydin Senkut afin de supporter les jeunes startups avec des fonds plus importants.
À partir de 2011, Yuri Milner et SV Angel (en) ont offert à chaque startup Y Combinator un investissement de 150 000 USD.
Plus tard en 2011, en réponse à l'expansion du support de la loi Stop Online Piracy Act (SOPA) en discussion au congrès américain, Paul Graham a annoncé qu'aucun représentant des entreprises supportant cette loi ne serait accueillie aux journées de démonstration de Y Combinator. Il a également encouragé les startups qu'il avait déjà financées à boycotter les partisans de la SOPA.
Depuis septembre 2013, le Y Combinator finance aussi quelques structures sans but lucratif (par exemple Watsi, ou Immunity Project). Depuis l'été 2014, Sam Altman est président du Y Combinator.

## Portfolio desstartups
En juin 2011, Y Combinator avait financé 316 startups. Le nombre de startups financées à chaque cycle a graduellement augmenté. Le premier cycle durant l'été 2005 avait financé 8 startups. Durant le cycle de l'été 2011, elles étaient plus de 60.
Parmi les startups les plus célèbres financées par Y Combinator, on peut citer Scribd, Reddit, Airbnb, Dropbox, Disqus et Posterous (en).
Les startups de Y Combinator basées en France incluent Actiondesk, Afrostream, Algolia, Bannerman, Bayes Impact, Birdly, Finary, Moneytis et Riot.  
Y Combinator édite également le site Hacker News.